# Prinses Margriet (manzana)
Prinses Margriet es una variedad cultivar de manzano (Malus domestica).
Criado en 1935 por el horticultor Dr. A.A. Schaap en IVT, Wageningen, Países Bajos. Las frutas tienen carne con un tinte verdoso, con textura crujiente, sabor ácido sabroso.

## Sinonimia
- "Princess Margriet",
- "Princess Margret",
- "Princess Margaret".

## Historia
'Prinses Margriet' es una variedad de manzana, obtención en 1935 por el horticultor Dr. A.A. Schaap en el "Instituut voor de Veredeling van Tuinbouwgewassen" IVT, Wageningen (Países Bajos), cruzando 'Jonathan' progenitor que actúa como Parental-Madre x 'Cox's Orange Pippin' progenitor donante de polen, que actúa como Parental-Padre. El cultivar se introdujo en la industria frutícola en 1955.
'Prinses Margriet' se cultiva en la National Fruit Collection con el número de accesión: 1955-002 y Nombre de accesión : Prinses Margriet.

## Características
'Prinses Margriet' es un árbol vigoroso y extenso, que presenta frutos en pareja opuestos. Tiene un tiempo de floración que comienza a partir del 8 de mayo con el 10% de floración, para el 13 de mayo tiene una floración completa (80%), y para el 20 de mayo tiene un 90% de caída de pétalos.
'Prinses Margriet' tiene una talla de fruto de medio a grande, con una altura promedio de 58.50mm, y una anchura promedio de 67.50mm; forma cónica redonda a redonda, con nervaduras de débiles; epidermis con color de fondo verdoso, sobre el cual hay un lavado rojo que cubre todas las superficies expuestas al sol, y sobre esto hay un patrón de rayas rojas que se desvanecen en la cara sombreada de la manzana, importancia del sobre color alto, distribución del sobre color chapa / rayas, importancia del ruginoso-"russeting" (pardeamiento áspero superficial que presentan algunas variedades) débil; pedúnculo corto, con un calibre medio, y se encuentra en una cavidad peduncular profunda, y estrecha, que presenta una gran mancha de ruginoso-"russeting" áspera; cáliz con ojo de tamaño pequeño y cerrado, colocado en una cavidad calicina abierta, profundidad media; carne con un tinte verdoso, con textura crujiente, sabor ácido sabroso.
Su tiempo de recogida de cosecha se inicia a principios de octubre. Se mantiene hasta cuatro meses en almacenamiento en atmósfera controlada.

## Usos
Desarrollado como una manzana fresca para comer.

## Ploidismo
Diploide. Auto estéril, pero los cultivos mejoran con un polinizador compatible. Grupo D Día 13.